# Famille de Rosset
 (juillet 2024).
Si vous disposez d'ouvrages ou d'articles de référence ou si vous connaissez des sites web de qualité traitant du thème abordé ici, merci de compléter l'article en donnant les références utiles à sa vérifiabilité et en les liant à la section « Notes et références ».
La famille Rosset de Rocozels est une famille noble originaire de Rocozels en Languedoc dans le Lodévois.

## Histoire
Au XVIIe siècle, la famille rassemble les petites seigneuries de Rocozels, de Bouloc et de Ceilhes où elle établit sa résidence au château de Bouloc, délaissant l'ancien château de Rocozels dont il ne subsiste aujourd'hui que la chapelle du XIIe siècle.
En 1680, Bernardin de Rosset de Rocozels épousa Marie de Fleury, sœur du cardinal de Fleury. En 1736 le roi Louis XV créa en faveur de son filleul Jean Hercule, le duché-pairie de Fleury par l'union du marquisat de Rocozels et de la baronnie de Pérignan. Les Rosset de Rocozels de Fleury, s'illustrèrent dans les carrières ecclésiastiques et militaires. L'un d'entre eux, Pierre Augustin Bernardin (1717-1780), premier aumônier de la reine Marie Leszczyńska, puis de Marie-Antoinette, devint évêque de Chartres. Son frère Henri Marie Bernardin fut archevêque de Tours puis archevêque-duc de Cambrai. Quant au duc André Hercule Marie Louis (1767-1810), il épousa Aimée de Coigny, héroïne d'André Chénier, puis gagna sous la Révolution l'armée des émigrés et commanda une compagnie d'uhlans des troupes du marquis de Bouillé.

## Personnalités

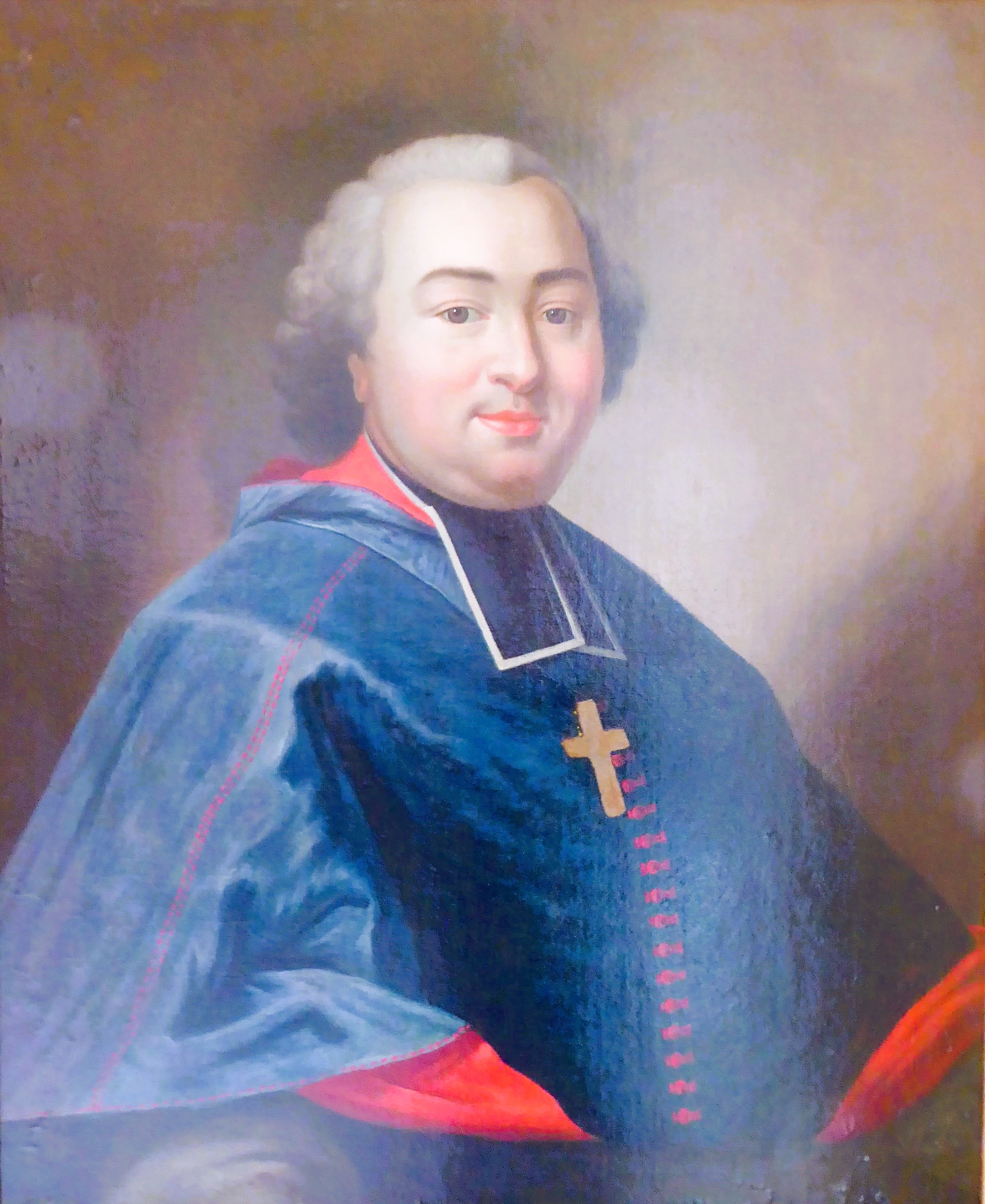
Monseigneur de Fleury, évêque de Chartres, école française, XVIIIe siècle, musée des Beaux-Arts de Chartres.

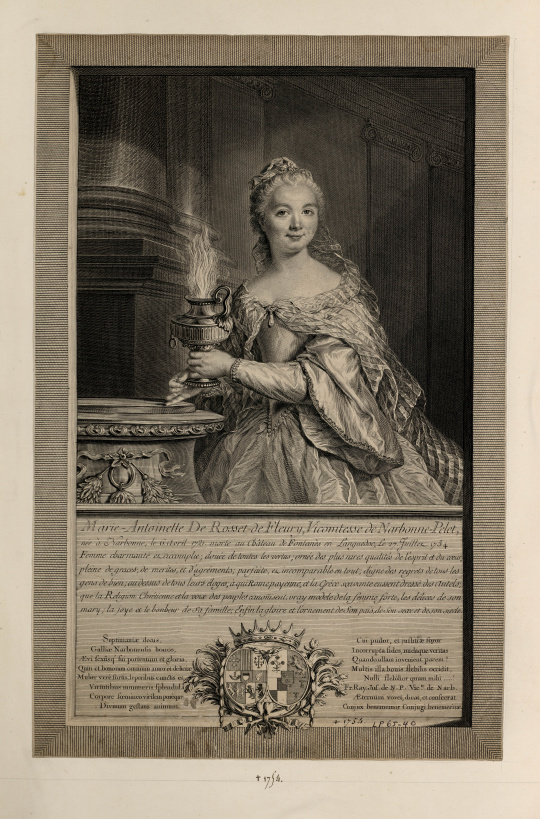
Marie-Antoinette de Rosset de Fleury-Perpignan.

- Bernardin de Rosset de Rocozels ( ? -1720), époux de Marie de Fleury
  - Jean Hercule de Rosset de Rocozels de Fleury (1683-1748), général, duc de Fleury
    - André Hercule de Rosset de Rocozels de Fleury (1715-1788), duc de Fleury et pair de France, lieutenant-général des armées du roi, gouverneur et viguier d'Aigues-Mortes, grand bailly d'épée des villes et citadelles de Nancy
      - André Hercule de Rosset de Rocozels de Fleury (1750-1782), major-général de l'armée des Indes
        - André-Hercule de Rosset de Rocozel de Fleury (1770-1815), duc de Fleury, premier gentilhomme de la Chambre, général et pair de France. Époux d'Aimée de Coigny

      - André Joseph Arsène de Rosset de Rocozel de Fleury (1761-1815), militaire, premier gentilhomme de la Chambre
      - André Hercule Marie Louis de Rosset de Rocozels de Fleury (1767-1810), officier général

    - Pierre Augustin Bernardin de Rosset de Rocozels de Fleury (1717-1780), prélat, abbé de Longpont, évêque de Chartres, grand aumônier de la reine
    - Bernardin de Rosset de Fleury (1718-1781), dit l'abbé de Rosset, prélat, chanoine de l'église de Paris, abbé commendataire de Royaumont, archevêque de Tours puis de Cambrai
    - Marie-Antoinette de Rosset de Fleury-Perpignan (1721-1754), épouse de François Raymond Joseph de Narbonne-Pelet
    - Pons-François de Rosset de Rocozel (1727-1774), bailli de Fleury, présenté de minorité dans l'ordre de Saint-Jean de Jérusalem puis chevalier[1], général des galères de Malte, ambassadeur extraordinaire de la Religion près du roi des Deux-Siciles, commandeur des commanderies hospitalières de Vaillampont, Chantraine et Tirlemont.
    - Gabrielle de Rosset de Rocozel (1728-1800), dame pour accompagner Madame Victoire de 1751 à 1789, épouse de Charles Eugène Gabriel de La Croix de Castries

  - Pons de Rosset de Rocozels de Fleury (1690-1763), gouverneur du fort de Brescou à Agde

## Armoiries
Blasonnement : écartelé ; au 1 d'argent, à un bousquet de trois roses de gueules, rangées un et deux, tigées et feuillées de sinople, qui est de ROSSET ; au 2 de gueules, au lion d'or, qui est de LASSET ; au 3 contre-écartelé aux 1 et 4 d'argent et aux 2 et 3 de sable, qui est de VISSEC de LATUDE ; au 4 d'azur, à trois rocs d'échiquier d'or qui est de ROCOZEL ; et sur le tout d'azur, à trois roses d'or, qui est de FLEURY.
L'écu environné du manteau de pair surmonté d'une couronne ducale (à partir de Jean Hercule en 1737).

## Châteaux
- Château de Bouloc
- Château de Guiry